# Laboratório de ideias
Um laboratório de ideias, think tank, gabinete estratégico, centro de pensamento ou centro de reflexão, é uma instituição de pesquisa composta por especialistas que realizam investigações e defesas sobre tópicos reflexiva cuja função é a reflexão intelectual sobre assuntos de política social, estratégia política, economia, assuntos militares, de tecnologia e cultura. A maioria dos think tanks são organizações não-governamentais, mas algumas são agências semi-autônomas possuindo laços com o governo, partido políticos, empresas ou militares.
De acordo com o escritor norte-americano Paul Dickson (1972), think tanks podem ser chamados de fábricas de ideias. Também podem ser traduzidos como círculo de reflexão ou laboratório de ideias. Think, na língua inglesa, pode ser traduzido como ‘pensar’; já a palavra tank significa ‘tanque’, ‘reservatório’, por isso o termo think tank pode ser traduzido como ‘grupo de reflexão’, ‘laboratório/fábrica de ideias’, como mencionado anteriormente. O “2017 Global Go To Index Report” considera think tanks como “organizações de análise e compromisso de pesquisa sobre políticas públicas”.
Inicialmente, a tentativa de encontrar um significado satisfatório dessa expressão chegou à conclusão que think tank seria uma associação de indivíduos especializados, formando instituições e/ou organizações, proporcionando pesquisas e discussões sobre assuntos políticos, econômicos, estratégicos, englobando também diversos outros temas, sendo estas pesquisas tanto sobre problemas domésticos quanto internacionais. Os institutos de pesquisa normalmente são organizações sem fins lucrativos, mas também podem ser subsidiados por governos, corporações ou grupos de advocacia. São formados “como instituições permanentes e contínuas, não servindo como comissões ad hoc”. Os think tanks, dessa forma, estruturam-se para produzir conhecimento sobre um tempo indeterminado, não sendo formados para uma situação em especial. Alguns países possuem políticas de incentivo a essas instituições, como é o caso da isenção de impostos no Imposto sobre o Rendimento no Canadá, fornecida aos think tanks desde que sejam apartidários, de acordo com McGann e Weaver (2002). Em 2010, existiam cerca de 6.846 think tanks ao redor do globo segundo o “2017 Global Go To Index Report” (2018).

## Contexto histórico
Segundo o professor da Universidade do Sul da Califórnia Jacob Soll (2017), think tanks podem ser rastreados ao longo dos anos 800 – na época do imperador romano Carlos Magno – na qual monarcas e imperadores começaram a ter embates financeiros com a Igreja Católica, mais especificamente em relação à isenção de taxas. O historiador também afirma que a partir daquela época ao século XVII, foi estabelecida uma tradição de contratação de grupos de advogados com o intuito de fornecer conselhos sobre os elementos financeiros e políticos aos reis – assim, pode ser feito claramente um paralelo entre os institutos de ideias atuais e esses grupos de conselhos especializados.
Entre o início do século XVI e o fim do século XVIII, também foi utilizado o recrutamento de agrupamentos de indivíduos qualificados, no caso de historiadores clericais com o intuito de defender uma comunidade religiosa através da pesquisa e da escrita, de acordo com Soll (2017). Foram incorporados, principalmente, no contexto da Reforma Protestante e da Contrarreforma. Um exemplo dessas associações, exposto por Soll (2017), foi a dos Centuriators de Magdeburgo, acadêmicos protestantes reunidos em Magdeburgo, na Alemanha, que produziam textos acerca de suas considerações religiosas. A Igreja Católica, por sua vez, teve como representante Cesare Baronio, que, com seu grupo, Congregação de Oratório, escreveu a Annales Ecclesiastici (1588 - 1607), acerca de suas pesquisas e considerações sobre a Igreja Católica.
Na França, a Coroa costumava convocar grupos de estudiosos provenientes da República das Letras, associação internacional de acadêmicos que produziam, encontravam e providenciavam pesquisas – dessa forma, um próprio think tank em si. Portanto, Soll (2017) afirma que estes grupos mencionados, tanto de caráter religioso-acadêmico quanto somente acadêmico, sem ligações propriamente ditas, podem ser considerados os antepassados dos atuais think tanks.

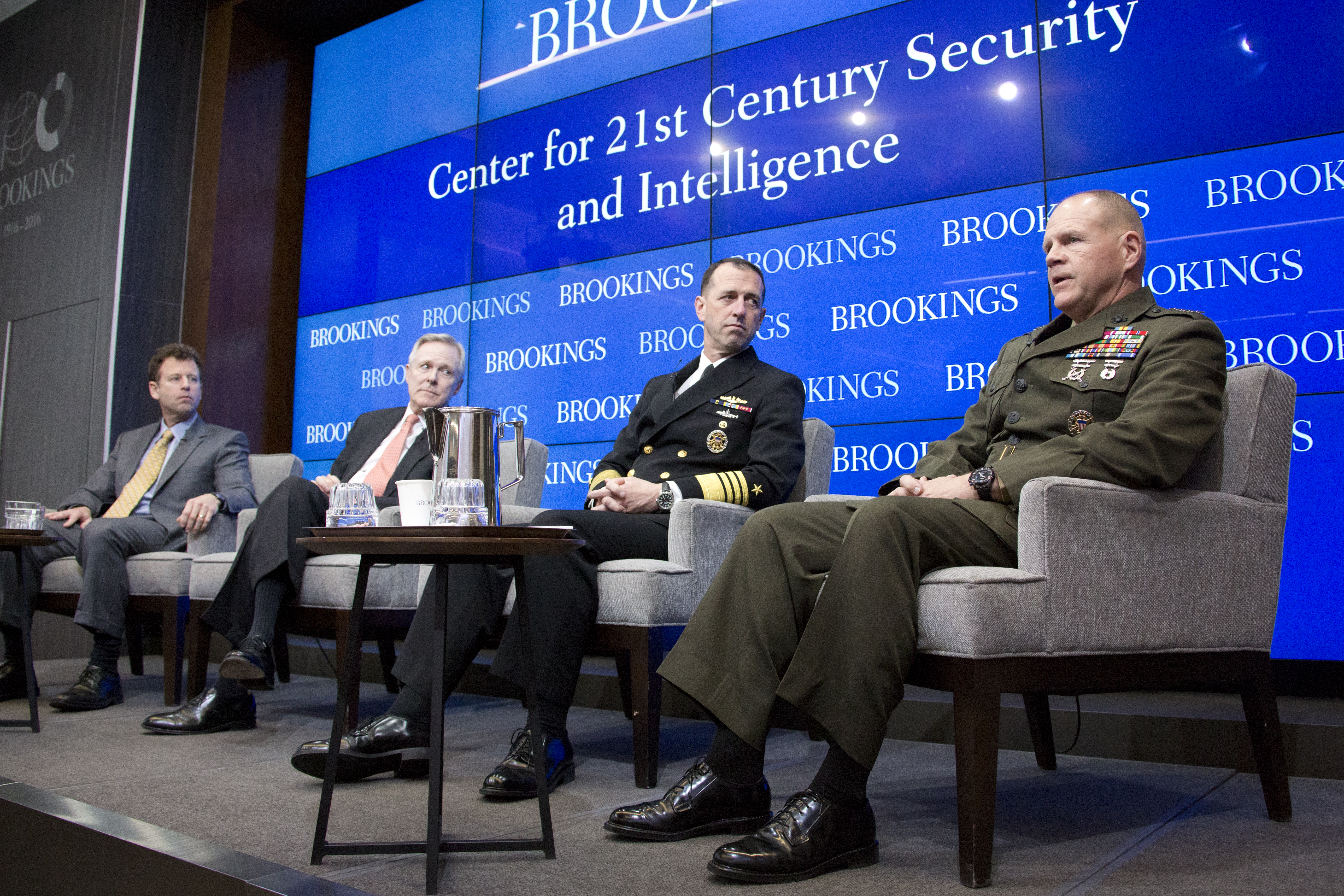
A partir da esquerda, Michael O'Hanlon, o Secretário da Marinha - Ray Mabus - e o Chefe de Operações Navais - Almirante John M. Richardson - ouviram o Comandante do Corpo de Fuzileiros Navais, o general Robert B. Neller, durante um evento com o Centro para Segurança e Inteligência do século XXI na Brookings Institution, Washington, DC, 26 de fevereiro de 2016. Mabus, Richardson e Neller discutiram os conceitos, estratégias e tecnologias marítimas futuras, com O'Hanlon como moderador. (Foto do Corpo de Fuzileiros Navais dos EUA pela Sargento Gabriela Garcia / Liberada).

Alguns dos think tanks mais relevantes datam do século XIX, como por exemplo o Royal United Services Institute (RUSI), criado em 1831 na Inglaterra com o intuito de viabilizar “pesquisas de ponta em defesa e segurança” e a Sociedade Fabiana, fundada também na Inglaterra em 1884, estabelecendo conhecimentos e impulsionando o movimento socialista. O mais importante think tank atualmente, de acordo com o ranking produzido pelo Relatório Anual de Think Tanks Globais de 2017 (2018), foi a Brookings Institution, fundada no século XX, em 1916, nos Estados Unidos, para “conduzir pesquisa aprofundada que leva a novas ideias para resolver problemas enfrentados pela sociedade nos níveis local, nacional e global”. O segundo think tank mais influente no mundo é, conforme o mesmo instrumento de pesquisa, é o Instituto Francês de Relacões Internacionais (IFRI), criado em 1979, com o intento de promover pesquisas acerca de assuntos políticos visando as relações internacionais. Outro instituto extremamente relevante, o terceiro no ranking de McGann (2018), é o Carnegie Endowment for International Peace, fundado em 1910 por Andrew Carnegie com o objetivo de analisar e promover o processo de cooperação entre as nações, além de esclarecer temas de preocupação internacional – como é o caso dos projetos especiais da organização sobre as relações entre Estados Unidos e Rússia, segurança na Europa e a Iniciativa Carnegie para o Petróleo. Atualmente, essa instituição possui o diferencial de dispor de escritórios em seis países (Estados Unidos – onde foi criado –, Rússia, Líbano, Bélgica, China e Índia), se tornando, então, um think tank transnacional e multicultural.
Após 1945, foram criados institutos de pesquisa para produzir e analisar conhecimentos acerca dos elementos estratégico-militares, pretendendo expressar os vários problemas da sociedade e das agendas políticas durante a Guerra Fria e, em consequência disso, o número dessas instituições aumentou. Durante a Segunda Guerra Mundial, os think tanks eram referenciados como caixas-cérebro (brain boxes) seguindo a gíria para crânio (skull). A expressão think tank, na gíria americana do período de guerra se referia às salas onde estrategistas discutiam os planos de guerra. Em 1948, foi formada a Corporação RAND para tais fins – anteriormente era uma ramificação da Douglas Aircraft (fábrica de aviões), tornando-se posteriormente em uma corporação independente – aconselhando as Forças Armadas estadunidenses. Apesar de ser uma organização sem fins lucrativos, é financiada pelo governo dos Estados Unidos, corporações, universidades, contribuições filantrópicas, e outros, segundo os dados provenientes do próprio site da instituição.
Somente a partir da década de 1980, devido à globalização, é que os think tanks se tornaram populares ao redor do mundo. Na primeira metade do século XX, a maioria deles era proveniente dos Estados Unidos e do Reino Unido, existindo apenas alguns no Canadá e no restante da Europa Ocidental, segundo McGann (2003). Após 1991, com o fim da Guerra Fria, juntamente com a intensificação do processo de globalização, ocorreu um crescimento enorme do número de think tanks ao redor do globo, sendo que metade dos existentes atualmente foram fundados após a década de 1980.
O impacto da globalização na história do movimento dos think tanks é mais evidente em regiões tais como a África, Europa Oriental, Ásia Central e partes do Sudoeste Asiático, onde houve um esforço em conjunto da comunidade internacional no suporte à criação de organizações independentes de pesquisa em políticas públicas. Atualmente existem mais de 6.500 destas instituições ao redor do mundo. Muitos dos think tanks mais bem estabelecidos criados durante a Guerra Fria focam em assuntos internacionais, estudos na área de segurança e política externa.

## Tipos e Características
Os think tanks possuem caracterizações que as separam em grupos relacionados ao seu caráter de afiliação. Vários autores delinearam diferentes maneiras de como descrever think tanks de modo que leve em consideração as variações regionais e nacionais. Assim, de acordo com o “2017 Global Go To Index Report”(2018), os think tanks podem, então, ser:
- autônomos e independentes, possuindo “independência de qualquer grupo de interesse e doador e autonomia em sua operação e fundação pelo governo”;[2]
- quase independentes, sendo “autônomos do governo mas controlados por um grupo de interesse, doador ou agência contratante”;[2]
- afiliados ao governo, sendo partes de uma estrutura governamental;
- quase governamentais, fundados por “concessões e contratos do governo, mas não são partes da estrutura formal";[2]
- afiliados a universidades;
- afiliados a um partido político;
- corporativos, sendo uma “organização de pesquisa para fins lucrativos de políticas públicas”.[2]

Dessa maneira, fontes de financiamento definem as áreas de atuação dos think tanks. Alguns recebem suporte direto de governos, enquanto outros dependem de doações de indivíduos ou corporações, influenciando nos níveis de liberdade acadêmica e objetivos dos think tanks – e para quem ou o quê a instituição se sente em dívida.
Essas instituições também podem variar entre si por perspectivas ideológicas, fontes dos seus fundos, tipo de problema foco e potencial público. Alguns think tanks, como o Heritage Foundation, que promove o liberalismo econômico, e o Center for American Progress no lado progressista, são menos imparciais em seus propósitos. Outros, incluindo o Tellus Institute, que tem foco em tópicos sociais e ambientais, são grupos mais orientados em temas específicos. Ainda existem outros, como o Cato Institute, que promovem teorias sociais e econômicas libertarianistas baseadas nos ideais de Friedrich von Hayek de liberdades individuais e de mercado.
Uma nova tendência resultante da globalização é a colaboração entre think tanks de diferentes continentes. Por exemplo, o Carnegie Endowment for International Peace tem escritórios em Washington, D.C., Pequim, Beirute, Bruxelas e Moscou.
O Think Tanks and Civil Societies Program (TTCSP) na Universidade da Pensilvânia anualmente classifica os think tanks ao redor do mundo em diferentes categorias e exibe seus resultados no índice “Global Go-To Think Tanks”. No entanto essa vertente para o estudo e classificação dos think tanks tem sido criticada por pesquisadores de alguns think tanks, como Enrique Mendizabal – afirmando que o programa de McGann não inclui diversos think tanks latino-americanos bastante conhecidos, e mais especificamente peruanos, afirmando que a visibilidade estratégica dos think tanks não necessariamente converge com a influência real de cada um e que este índice seria um "concurso de popularidade" – e Goran Buldioski – que encorajava novas categorias de análise de think tanks, mais úteis para que pudessem existir, de fato, uma "discussão pública sobre think tanks e seus contextos e histórias", não necessitando, assim, da criação de um ranking e "incentivando comunicação entre os diretores dos think tanks e seu público (e possíveis membros do paínel)"
Alternativamente, algum dos critérios abaixo também serve para promover a classificação dessas instituições:
- Seu tamanho e foco: por exemplo, um think tank de grande escala e relacionado a assuntos diversificados, de grande escala e especializado, ou de pequena escala e especializado.
- Sua estratégia: modelo de negócio (promovendo pesquisa independente, possuindo contrato de trabalho ou aliado a uma empresa de advocacia); equilíbrio de seu foco entre pesquisa, consultoria e advocacia; fonte de seus argumentos (ideológicos, relativo a valores ou interesses, resultante de pesquisa aplicada, empírica ou sintética); modo de desenvolvimento da agenda de pesquisa (pelos membros seniores do think tank, por pesquisadores individuais ou pelos think tanks de seus financiadores); abordagens em relação à sua influência e tática; horizonte de tempo para suas estratégias (mobilização de curto ou longo prazo); e, por fim, seu público-alvo (consumidores, corporações ou acadêmicos).

## Think Tanksno Brasil
De acordo com Teixeira (2012), o aumento da institucionalização dos think tanks desenrolou-se durante o andamento da Segunda Guerra, cuja demanda por estratégias em meio aos comandos militares utilizou dos especialistas para o planejamento de guerras. Em resposta à necessidade militar, como já declarado, a Corporação RAND (1948) foi institucionalizada no período pós-Segunda Guerra Mundial nos Estados Unidos e a partir desta conjuntura, se fomentou um tipo de consultoria que atualmente se denomina de think tank.
De modo geral, essas organizações se compreendem em instituições autônomas produtoras de uma diversidade de conhecimento científico de relevância eminente para a formulação de políticas públicas, constituindo um elo importante entre os poderes do discurso político e o científico. Apesar de seu caráter independente, não fazem parte da classificação de Organizações Não-Governamentais (ONGs). Eles se enquadram na qualificação por tipos de agências de consultoria pública. Os think tanks no Brasil possuem representatividade ínfima, proporcionando que os ganhos e qualificações dessas entidades no país sejam rudimentares em relação aos think tanks de outras localidades. Assim, compreende-se que tais instituições de nacionalidade brasileira se comportam de maneira humilde e não são extensivamente desenvolvidas.
Contudo, com o decorrer dos anos, think tanks tomaram proporções amplas de especialização e identidade heterogênea, dificultando sua interpretação. Porém, como sugestão de Medvetz (2008), o paradigma do hibridismo próprio dessas sociedades torna viável sua qualificação a partir da localidade da instituição na estrutura social. A priori, a estrutura dos think tanks está pautada no princípio de neutralidade. Por isso, possuem autonomia da instituição frente a partidos políticos, governos ou demais instâncias, que difundem e defendem um caráter conservador ou progressista. Sendo, por exemplo, uma instituição de proposta liberal, divulgará pesquisas de âmbito econômico para a defesa de um Estado mínimo, alterando as negociações econômicas. Já, os think tanks progressistas, em seu núcleo de discursos, desenvolverão propostas mais voltada ao bem-estar social, como visto no Economic Policy Institute (EPI).
Para tanto, partiremos dos estudos de James Mcgann (2012) para referenciar os think tanks no Brasil e nos EUA, nos aspectos de sua criação e atuação efetiva. Por base das associações listadas por McGann, situaremos algumas que estão atualmente em plena atividade. Entretanto, a concepção dos think tanks no Brasil, segundo Soares (2009), parte do pressuposto de uma Organização de Pesquisa e Aconselhamento em Política Pública (OrPAPP), cuja definição seria: "organizações de diversas formas jurídicas e com distintas fontes de financiamento que realizam pesquisas sobre políticas públicas, com a finalidade de aconselhar os policy makers, influenciar a tomada de decisão política e divulgar para a sociedade os resultados obtidos em seus estudos e pesquisas".
Contudo, como a homogeneização da origem e do papel fundamental do termo think tank se solidificou e ganhou maior reconhecimento de atuação global, a classificação brasileira de OrPAPPs acabou por incorporar a identidade local das instituições de pesquisa. Portanto, a OrPAPP não substitui a terminologia e credibilidade recorrente do inglês – think tanks. Igualmente, embora o propósito de institucionalização dessas sociedades no Brasil seja fidedigno ao princípio de pesquisar e produzir conhecimento que influencie nas tomadas de decisões políticas, no país ainda perdura a escassez de interesse por parte de financiadores para os think tanks. A crítica, então, decorre da resolução prática das organizações no Brasil, para que contemplem seu objetivo primordial. Segundo a pesquisadora Texeira (2012), a explicação hipotética crítica verifica que há uma dependência do governo para o financiamento de eventuais pesquisas, assim como existem think tanks híbridos componentes de fundações, partidárias ou não, e ONGs. Existem também os clusters de think tanks – aqueles incorporados às universidades de renome brasileiro, como a Fundação Getúlio Vargas (FGV). Além da prerrogativa de influir que no Brasil essas associações estão essencialmente ligadas à área de Relações Internacionais e Economia, levando, então, uma parte de orientações adquiridas pelo Ministério de Relações Exteriores (MRE), e outra pelo Ministério da Fazenda (MF).
Ademais, para a compreensão da atuação dos think tanks no Brasil, Moraes (2013) propôs a decodificação das instituições efetivas através da quantificação de ano de fundação e, posteriormente, sua separação por década. Assim concluiu que foram fundados nos anos 1940, dois nos anos 1950, quatro nos anos 1960, dez nos anos 1970, 17 nos anos 1980, 16 nos anos 1990, e 18 nos anos 2000, sendo que a quantidade tem acrescido com o decorrer dos anos a partir da FGV, fundada em 1944, como uma das instituições mais antigas e bem-conceituadas no Brasil, estando seu think tank em sétimo lugar no ranking dos principais think tanks globais de McGann (2018). Assim, fomentou o surgimento de novos think tanks, como o Centro de Estratégia, Inteligência e Relações Internacionais (CEIRI) e a Fundação Verde Hebert Daniel, ambas datadas de 2007.
Uma ampliação significativa ocorreu a respeito dos think tanks no Brasil no período pós-ditadura e redemocratização política como forma de suprir a demanda de assuntos novos e complexos, decorrente da evolução da sociedade brasileira e as novas pautas da agenda internacional que são orientadas pela ONU, como o a Conferência das Nações Unidas sobre o Meio Ambiente e o Desenvolvimento, a Rio-92, e a incidência dos Direitos Humanos e dos processos de Imigração.
No entanto, existem discussões a respeito da eficiência e da abrangência nacional das instituições de pesquisa devido ao ideal da entidade de atuar por sua autoimagem e por sua prerrogativa neutra. Estudos demonstram que existem várias instituições que possuem ligação direta ou indireta com as universidades brasileiras, sendo que dos think tanks efetivos no Brasil, doze são acionados de dentro de universidades e um se encontra associado a uma – situando que a vinculação de uma organização a uma universidade pode reforçar a pretensão de legitimidade e de autoridade dos estudos produzidos ou perder capacidade prática de difundir seus estudos, convertê-los em projetos de lei ou se adequar ao tempo das políticas públicas. De fato, a vinculação direta com uma universidade pode ser vista pejorativamente para think tanks que se consideram mais independentes do que os seus pares, visto que embora a expertise seja valorizada, o mundo do policy making é o mundo da prática – portanto, pouco efeito poderia ser produzido pela espera de longos e abstratos estudos acadêmicos.
Entretanto, a uma perspectiva de ganhos e boa oportunidade para os think tanks que situam sua base nas universidades, como exemplo FGV – que detém a praticidade e facilidade de desenvolvimento e pesquisa, além de sua localidade, também proporciona a redução de custos orçamentário do Estado e visibilidade pelo alcance da universidade.

## Think Tanksao Redor do Globo
O levantamento de dados pela Universidade da Pennsylvania consta a marcante de que mais de 55% dos think tanks se encontra no hemisfério da América do Norte e Europa. Para tal, demonstra como o discurso político desses países possui mais credibilidade e força de atuação no Sistema Internacional, além de promover o crescimento voltado aos interesses nacionais em nível muito maior do que os demais países do globo, visto que o fim do consenso pós-Segunda Guerra Mundial e o desafio ao estado de bem-estar social contribuíram para o vasto crescimento de think tanks em ambas as partes do espectro político. Já na América Latina, Ásia, África e Oriente Médio, essas organizações atuam conforme as características adquiridas em sua região e através das universidades, devido a constante dependência de financiamento do governo, assim como presentes, subsídios e contratos de organizações internacionais públicas e privadas doadoras de específicos projetos de interesse. Em um esforço para diversificar sua base de financiamento, os think tanks dessas localidades têm como alvo as corporações e outros atores com o poder de financiamento para apoiar suas principais operações e programas próprios.
A diferença de atuação, crescimento e fundação dos think tanks no globo sugere, para McGann (2012), que os governos e os decisores políticos, referentes quanto ao desenvolvimento nos níveis macro e micro de seu país, enfrentam o problema comum de trazer conhecimento especializado para o governo no processo de tomada de decisão. Aderindo às condições de que os formuladores de políticas precisam de informações compreensíveis, confiáveis, acessíveis e úteis sobre as sociedades que governam, também precisam saber como as políticas atuais estão trabalhando, bem como para definir possíveis alternativas e seus prováveis custos e consequências. Esta necessidade crescente fomentou o crescimento de políticas públicas independentes para a organização de pesquisas: a comunidade de think tanks, como são conhecidas. Assim, essas instituições atuam pela validação da legitimidade e de credibilidade de atuação em nível global e, também, pela sustentação de novas demandas (Direitos Humanos, aquecimento global, migração, entre outros) remetentes da interação de interdependência cada vez mais complexa no mundo como um todo.
A seguir, será demonstrada uma lista dos países com a maior quantidade de think tanks, de acordo com o “2017 Global Go To Index Report”:
| RANKING | PAÍS           | NÚMERO DE THINK TANKS |
| ------- | -------------- | --------------------- |
| 1       | Estados Unidos | 1872                  |
| 2       | China          | 512                   |
| 3       | Reino Unido    | 444                   |
| 4       | Índia          | 293                   |
| 5       | Alemanha       | 225                   |
| 6       | França         | 197                   |
| 7       | Argentina      | 146                   |
| 8       | Japão          | 116                   |
| 9       | Rússia         | 103                   |
| 10      | Canadá         | 100                   |
| 11      | Brasil         | 93                    |
| 12      | África do Sul  | 92                    |

## Críticas aosThink Tanks
Há, entretanto, uma problemática relacionada à aplicação prática dos think tanks. Por poderem ser afiliados ou financiados por corporações, partidos políticos ou grupos de advocacia, é possível que exprimam, através de suas pesquisas e considerações, não somente o conhecimento puro e desprovido de ideologias sobre os assuntos, mas também uma pesquisa modificada ou possuindo intenções, em princípio, com o intuito de defender uma perspectiva. Assim, como utilizado anteriormente durante a Reforma Protestante e a Contrarreforma de acordo com os registros de Soll (2017), as instituições de pesquisa podem ser usadas de maneira subjetiva.
Assim, em alguns casos, são criados think tanks com o intuito de servir aos propósitos corporativos de seus criadores. A Advancement of Sound Science Coalition, por exemplo, foi formada em 1993 para contestar pesquisas que indicavam uma ligação entre o fumo passivo e câncer, com um projeto que denominaram de "The Whitecoat Project" (Operação Casaco Branco), com quatro objetivos principais: "resistir e reverter as restrições ao fumo, restaurar a confiança do fumante, enganar o preconceito científico e popular de que a ETS (fumaça ambiental do tabaco) é prejudicial e restaurar a aceitabilidade social do fumo". De acordo com um memorando interno da Philip Morris referindo-se à Agência de Proteção Ambiental dos Estados Unidos (EPA), são expostas diversas "estratégias para modificar a percepção pública em relação ao fumo passivo e lutar contra a restrição do fumo ao redor do mundo".
Como afirma Soll (2017), “think tanks modernos podem servir interesses corporativos ou políticos”, tendo influências obscuras e não sendo necessariamente honestos em relação aos seus financiadores/influenciadores. Assim, até mesmo os grupos que mais parecem neutros podem possuir convicções que conduzam suas pesquisas de maneira tendenciosa. A Iniciativa de Responsabilização Pública (IRP) é um think tank que promove pesquisas sobre poder e corrupção nos níveis governamentais e de negócios, tentando alcançar a transparência. A IRP organizou estudos sobre os think tanks financiados por indústrias de petróleo, que, com suas investigações iriam acabar com o banimento de exportação de petróleo e, neste processo, encontrou think tanks que deveriam ser independentes e autônomos – descobrindo ligações até mesmo com a Brookings Institution,o think tank mais significativo mundialmente, de acordo com o ranking de McGann (2018).
De acordo com Murray Weidenbaum (2010), os think tanks mais influentes servem como “fontes importantes de informação pela mídia, governos e grupos de interesse envolvidos no processo de políticas públicas. O resultado é uma animada competição de ideias na arena política”. Dessa forma, é explícita a maneira como os think tanks atuam: produzindo conhecimento acerca de temas significativos para o contexto internacional, criam e modificam a realidade, influenciando instrumentos de grande poderio doméstico e internacional. Nessa conjuntura, sua autoridade se torna tão grandiosa quanto ameaçadora.
Richard P. Phelps, doutorado em políticas públicas, em sua publicação para o Nonpartisan Education Review, comentou que este comportamento estratégico por parte dos think tanks cria vários problemas, como a “perda de informações úteis e a implementação falha de políticas públicas", sendo então baseadas nas conclusões subjetivamente encontradas.

## Think TankWatch
Um último aspecto relevante para ser mencionado é o Think Tank Watch, plataforma com o intuito de estabelecer um monitoramento e regulação das organizações de pesquisa para que seja possível a propagação de conhecimento científico sem a estagnação resultante da corrupção da objetividade dos think tanks, através do processo do patrocínio e do financiamento das instituições por corporações, partidos políticos ou empresas de advocacia.